# 495

## Родени
- Хлодомер, Франкски крал от Меровингите